# Enrique Raymondi
Enrique "El Maestrito" Raymondi (* Guayaquil, Provincia del Guayas, Ecuador, 5 de diciembre de 1937) es un exfutbolista ecuatoriano que jugaba de delantero.

## Trayectoria
Empezó su carrera como futbolista en el Patria de Guayaquil. Ahí quedó campeón y goleador del campeonato de Guayaquil. En 1958 llegó a Emelec por recomendación de Carlos Raffo. Resulta que Raffo fue contratado para jugar defendiendo al Patria en su aniversario contra el equipo peruano Deportivo Municipal y ahí se entendió muy bien con el Maestrito. Entonces al día siguiente le dijo a un dirigente que en Patria había un chico "extraordinario para jugar al fútbol".
En la Copa Libertadores 1962, Emelec jugó contra la Universidad Católica de Chile. En ese partido Raymondi marcó 5 de los 7 goles con que vencieron 7-2 al equipo chileno. En ese certamen quedó goleador con 6 tantos, siendo el primer jugador de un club ecuatoriano en ser máximo goleador de una Copa Libertadores. En Emelec quedó campeón 2 veces a nivel nacional y local y fue parte del famoso Ballet Azul. 
Luego fue a jugar al Barcelona guayaquileño. El siguiente año jugó en América de Quito. En 1968 pasó al Everest y jugó hasta 1970. En 1971 lo fichó la LDU de Portoviejo donde jugó hasta su retiro. También tuvo un breve paso por el Nacional de Uruguay, sin llegar a debutar oficialmente.

## Selección nacional
Ha sido internacional con la Selección de fútbol de Ecuador en 8 ocasiones. Su debut fue el 10 de marzo de 1963 ante Bolivia en el Campeonato Sudamericano. Ese día el Maestrito marcó dos tantos en el empate a cuatro.

### Participaciones internacionales
- Campeonato Sudamericano 1963.
- Eliminatorias al Mundial Inglaterra 1966.

## Clubes
| Club              | País    | Año       |
| ----------------- | ------- | --------- |
| Patria            | Ecuador | 1957-1958 |
| Emelec            | Ecuador | 1958-1965 |
| Barcelona         | Ecuador | 1966      |
| América (Q)       | Ecuador | 1967      |
| Everest           | Ecuador | 1968-1970 |
| LDU de Portoviejo | Ecuador | 1971      |

## Palmarés

### Campeonatos locales
| Título                  | Club   | País    | Año  |
| ----------------------- | ------ | ------- | ---- |
| Campeonato de Guayaquil | Patria | Ecuador | 1958 |
| Campeonato de Guayaquil | Emelec | Ecuador | 1962 |
| Campeonato de Guayaquil | Emelec | Ecuador | 1964 |

### Campeonatos nacionales
| Título                 | Club   | País    | Año  |
| ---------------------- | ------ | ------- | ---- |
| Campeonato Ecuatoriano | Emelec | Ecuador | 1961 |
| Campeonato Ecuatoriano | Emelec | Ecuador | 1965 |

### Copa de Campeones del Ecuador
| Título                        | Club    | País    | Año  |
| ----------------------------- | ------- | ------- | ---- |
| Copa de Campeones del Ecuador | Everest | Ecuador | 1969 |

### Distinciones individuales
| Distinción                                   | Año  |
| -------------------------------------------- | ---- |
| Goleador del Campeonato Guayaquil            | 1958 |
| Goleador de la Copa Libertadores             | 1962 |
| Goleador de la Copa de Campeones del Ecuador | 1969 |

- Datos: Q5833731